# Begonia duncan-thomasii
Espèce
Statut de conservation UICN

 VU B1ab(iii)+2ab(iii) : Vulnérable
Begonia duncan-thomasii Sosef est une espèce de plantes de la famille des Begoniaceae, de la section Loasibegonia. Elle est endémique du Cameroun.

## Étymologie
Son épithète spécifique duncan-thomasii rend hommage au botaniste américain Duncan W. Thomas qui collecta des spécimens au Cameroun, au sommet du mont Koupé.

## Description
C'est une herbe rhizomateuse pouvant atteindre 25 cm de hauteur, à fleurs jaunes.

## Distribution et habitat
L'espèce est endémique du Cameroun, assez rare. Lorsque M. S. M. Sosef la décrit en 1991 (publ. en 1992), puis en 1994, elle n'est connue qu'à travers quatre collections, récoltées aux monts Bakossi, aux monts Rumpi, au mont Koupé. En 1998 s'y ajoutent deux autres localisations dans la même Région du Sud-Ouest, à Kodmin et Nyasoso.
On la trouve dans sur des sites rocheux, ombragés, dans la forêt montagnarde de moyenne altitude, à moins de 2 000 m.
Elle reste néanmoins considérée comme vulnérable, notamment parce que la déforestation liée à la collecte de bois de chauffage et à l'agriculture pourrait la priver de l'ombre nécessaire à sa survie.